# Julien Benda
Julien Benda (París, 1867 - Fontenay-aux-Roses, Illa de França, 1956) va ser un filòsof i assagista francès.

## Biografia
Julien Benda va néixer el 27 de desembre de 1867 a París en una família jueva. Va fer els estudis primaris en diverses escoles d'elit (Charlemagne, Condoncert, Henry IV i Saint Louis) i va començar a estudiar enginyeria a l'Ecole Centrale, però va abandonar els estudis per fer el servei militar i posteriorment va estudiar història i filosofia a la Sorbona.
La mala situació econòmica de la seva família el va obligar a dedicar-se als 46 anys a fer d'escriptor professional.
La seva importància radica en la seva obra magna La Trahison des Clercs (traduït al català per Marisa Bolta com La traïció dels intel·lectuals) on acusa els intel·lectuals del seu país de cedir a les pressions polítiques en perjudici de la racionalitat, especialment arran de l'Afer Dreyfus; aquest conflicte li va permetre escriure el seu primer article (1898) «Notes d'un Byzantin» a la revista La Revue Blanche on hi col·laboravan entre altres André Gide, Léon Blum i Lucien Herr. Les polèmiques més rellevants en aquest sentit les va protagonitzar amb els escriptors Charles Maurras, Maurice Barrès o Henri Bergson. Alguns cronistes fan menció que la seva condició de jueu i la seva posició en el cas Dreyfus li van privar de rebre el Premi Goncourt de l'any 1912.
Va publicar més de quaranta llibres i innumerables articles.

## Obres destacades
- L'Ordination (1911)

- Le bergsonisme, ou Une philosophie de la mobilité (1912)
- Belphégor (1918)
- Les Amorandes (1922)
- La Croix de Roses (1923)
- La trahison des clercs (1927) Hi ha traducció al català de Marisa Bolta.[3]
- La fin de l'Éternel (1928)
- Esquisse d'une histoire des Français dans leur volonté d'être une nation (1932)
- Discours à la nation européenne (1933)
- Délice de d'Éleuthère (1935)
- La Jeunesse d'un clerc (1937)
- Un Régulier dans le siècle (1938)
- Exercice d'un enterré vif (1944)
- Du style d'idées (1948)
- De quelques constantes de l'esprit humain (1950)
- La France byzantine (1945)
- Du style d'idées (1948)